# Campionat d'Europa de trial 1972
La temporada de 1972 del Campionat d'Europa de trial fou la 5a edició d'aquest campionat, organitzat per la FIM. El calendari oficial constava de 10 proves puntuables, celebrades entre el 23 de gener i el 24 d'octubre.
Mick Andrews guanyà el seu segon títol consecutiu amb OSSA (com l'any anterior, per davant del pilot de Bultaco Malcolm Rathmell). Andrews va guanyar un total de cinc proves de les vuit en què participà durant la temporada i obtingué dos podis més (segon a França i tercer a Finlàndia). L'anglès protagonitzà a final d'any un sonat fitxatge per Yamaha, un fabricant que aleshores ni tan sols disposava d'un model de trial al mercat. Andrews ajudà a desenvolupar la Yamaha TY i ja a partir de 1973 va fer d'aquella una moto plenament competitiva.
Aquell any hi hagué un altre canvi de marca significatiu: Yrjö Vesterinen abandonà Montesa a començaments de temporada i fitxà per Bultaco (ja va pilotar la Sherpa T al Trial de Sant Llorenç), marca amb la qual aconseguí els seus majors èxits. Aquell any mateix ja hi va guanyar la seva primera prova del mundial, a Suècia, i a partir de 1976 encadenà tres títols mundials consecutius.
Pel que fa als catalans, aquell any Ignasi Bultó va esdevenir el primer a aconseguir un podi, concretament el tercer lloc al Trial de Sant Llorenç.

## Novetats
Aquell any, l'austrìac Walter Luft van fer debutar al campionat el nou prototip de trial de Puch, un model que va estar en fase de desenvolupament durant anys (entre d'altres, Franz Trummer i Quico Payà en pilotaren diverses versions fins al 1979) però que mai no es va portar a producció. Luft va aconseguir puntuar amb la Puch aquell primer any en quedar setè a Itàlia.

## Sistema de puntuació
Barem de puntuació de 1969 a 1983:
| Posició | 1  | 2  | 3  | 4 | 5 | 6 | 7 | 8 | 9 | 10 |
| Punts   | 15 | 12 | 10 | 8 | 6 | 5 | 4 | 3 | 2 | 1  |

Es comptabilitzen la meitat més un dels resultats obtinguts durant la temporada.

## Calendari
| Ronda | Data         | Prova         | Lloc        | Guanyador        |
| ----- | ------------ | ------------- | ----------- | ---------------- |
| 1     | 23 de gener  | Bèlgica       | Solwaster   | Mick Andrews     |
| 2     | 12 de febrer | Irlanda       | Newtownards | Mick Andrews     |
| 3     | 27 de febrer | França        | Sancerre    | Malcolm Rathmell |
| 4     | 5 de març    | Espanya       | Matadepera  | Mick Andrews     |
| 5     | 18 de març   | Gran Bretanya | Bristol     | Mick Andrews     |
| 6     | 28 de maig   | Alemanya      | Gefrees     | Mick Andrews     |
| 7     | 9 de juliol  | Itàlia        | Selvino     | Martin Lampkin   |
| 8     | 20 d'agost   | Finlàndia     | Solvalla    | Martin Lampkin   |
| 9     | 27 d'agost   | Suècia        | Linköping   | Yrjö Vesterinen  |
| 10    | 24 d'octubre | Suïssa        | Oberiberg   | Charles Coutard  |

1. ↑  A Nuuksio, Espoo

## Classificació final
| Posició | Pilot            | Motocicleta     | Punts    |
| ------- | ---------------- | --------------- | -------- |
| 1       | Mick Andrews     | OSSA            | 87 (105) |
| 2       | Malcolm Rathmell | Bultaco         | 73 (89)  |
| 3       | Martin Lampkin   | Bultaco         | 72 (85)  |
| 4       | Gordon Farley    | Montesa         | 44       |
| 5       | Rob Edwards      | Montesa         | 29       |
| 6       | Yrjö Vesterinen  | Montesa/Bultaco | 25       |
| 7       | David Thorpe     | OSSA            | 25       |
| 8       | Gottfried Linder | Montesa         | 21       |
| 9       | Thore Evertsson  | OSSA            | 18       |
| 10      | Rob Shepherd     | Montesa         | 18       |
|         |                  |                 |          |
| 12      | Ignasi Bultó     | Bultaco         | 16       |
|         |                  |                 |          |
| 20      | Fernando Muñoz   | Bultaco         | 8        |
|         |                  |                 |          |
| 41      | Leopoldo Milà    | Montesa         | 1        |